# 釋大
《釋大》是清代學者王念孫的一部詞源學著作，共七篇二冊。內容是詳盡解釋漢語中有“大”義的詞，從語義和語音等角度將這些詞搜羅起來並進行編排和整理，形成供詞源研究用的較爲系統的資料匯纂。王氏所説的“大”本質上是詞義特徵而非詞義本身，其理論和操作對現今的漢語詞源研究仍有啓示。